# Долішнє Ново-Село (Старозагорська область)
Долішнє Но́во-Се́ло (болг. Долно ново село) — село в Старозагорській області Болгарії. Входить до складу общини Братя-Даскалові.

## Населення
За даними перепису населення 2011 року у селі проживали 70 осіб.
Національний склад населення села:
| Національність   | Кількість осіб | Відсоток |
| ---------------- | -------------- | -------- |
| турки            | 41             | 59,4%    |
| болгари          | 24             | 34,8%    |
| цигани           | 0              | 0%       |
| інша             | 0              | 0%       |
| не визначились   | 4              | 5,8%     |
| Всього відповіли | 69             |          |

Розподіл населення за віком у 2011 році:
Динаміка населення: